# Río Espolón (vattendrag, lat -43,11, long -72,03)
Río Espolón är ett vattendrag  i Chile.   Det ligger vid sjön Lago Espolon i regionen Región de Los Lagos, i den södra delen av landet, 1 100 km söder om huvudstaden Santiago de Chile.
I omgivningen kring Río Espolón växer i huvudsak blandskog och området är nästan obefolkat, med mindre än två invånare per kvadratkilometer.